# Taxiphyllum tsunodae
Taxiphyllum tsunodae là một loài Rêu trong họ Hypnaceae. Loài này được (Broth.) Sakurai miêu tả khoa học đầu tiên năm 1950.